# Juan Castaño Quirós
Juan Castaño Quirós, conegut com a Juanele és un exfutbolista professional asturià, de malnom el pichón de Roces per ser d'aquest barri de Gijón. Jugava de davanter, i va desenvolupar gran part de la seva carrera en equips de la primera divisió espanyola de futbol.

## Trajectòria
Era un davanter de gran habilitat, que destacava per la seva facilitat en l'esquivament. Pertany a la generació dels yogurines sortits de l'Escola de Mareo del Sporting. En aquest club va començar la seva marxa professional en la temporada 1991-1992. Allí va romandre durant dos anys, després de la qual va fitxar pel CD Tenerife, on va estar fins a 1998. Eixe va marxar al Reial Saragossa, amb el qual va arribar a assolir dues Copes del Rei el 2001 i 2003.
Posteriorment va fitxar pel Terrassa Futbol Club de la segona divisió. Després va jugar en el Real Avilés en la temporada 2005-2006. Es va retirar per segona vegada jugant amb la S.D. Atlètic Camocha, equip que participa en la Regional Preferent asturiana. El dia 22 d'octubre, Juanele va fer públic que li agradaria poder tornar a jugar. El 31 d'octubre fitxa pel Roces, de Regional, debutant en la tarda del dia 1 de novembre.
A l'abril de 2008 va ser ingressat a l'Hospital de Cabueñes per una ingesta massiva de fàrmacs, de la qual es va recuperar favorablement.

## Selecció
Va ser convocat per la selecció de futbol d'Espanya per a la fase final del Mundial dels Estats Units de 1994, encara que no va arribar a disputar cap partit. També va jugar el partit de la selecció de futbol d'Astúries contra la de Macedònia el 23 de desembre de 2000 en l'estadi Nou Tartiere.

### Participacions en fases finals amb la selecció
- Copa del Món de 1994 - (Espanya)

## Palmarès
- Copa del Rei - Reial Saragossa - 2001
- Copa del Rei - Reial Saragossa - 2003

## Activitat després de la retirada
Després d'alguns episodis de depressió clínica i de batallar contra una addicció als medicaments, Juanele fou ingressat el 2008 per sobredosi en un hospital de Gijón, i després de recuperar-se, va obrir una escola de futbol amb el seu antic company a l'Sporting Iván Iglesias.
El 13 de juny de 2015, Juanele fou sentenciat a cinc mesos de presó per haver pegat la seva exparella amb un bat de beisbol, una sentència que l'obligava també a seguir un tractament mèdic complementari. El 2011, ja havia estat a la presó per contravenir una ordre d'allunyament.